# Ганкевич, Николай Юлианович
Николай Юлианович Ганкевич (укр. Микола Ганкевич; 16 мая 1869, Снятын, Королевство Галиции и Лодомерии, Австро-Венгрия — 31 июля 1931, Шкло, Львовское воеводство, Польская Республика) — украинский общественно-политический деятель, журналист. Один из организаторов рабочего движения в Галиции.

## Биография
Сын священника. После окончания гимназии в Тернополе, изучал философию и право во Львовском университете. После окончания учёбы в университете работал помощником прокурора.
Во время учёбы в университете увлёкся социалистическими идеями, принимал активное участие в политической и общественной деятельности, был членом организации «Академическое братство». Поддерживал радикальное движение в Галиции, которое начало развиваться под влиянием Михаила Драгоманова, участвовал в создании первой украинской политической партии — Русско-украинской радикальной партии (РУРП).
Был представителем социал-демократического направления в радикальном движении и молодёжного марксистского крыла РУРП (наряду с Юлианом Бачинским. В 1893 году избран делегатом съезда «славянской поступовой молодежи» в Вене, в 1894 году — участник съезда социалистической молодежи в Брюсселе.
В 1897 году начал издавать газету «Robitnyk». В том же году вступил в Польскую социал-демократическую партию Галиции и Силезии-Цешина (PPSD).
В 1899 году стал одним из основателей и лидером Украинской социал-демократической партии (УСДП), как автономной секции Социал-демократической рабочей партии Австрии. Был членом исполнительного комитета УСДП и его председателем с 1903 года.
Был избран делегатом на съезд Берне, где выступил с речью о национальном вопросе, в частности защищал право рабочих добиваться национальной автономии каждой нации, предложил своё видение национальной программы.
В 1900—1907 годах — редактор центральных печатных органов УСДП «Воля», «Земля і воля». В 1903—1904 годах сотрудничал с Революционной украинской партией и её Закордонным комитетом, принимал участие в работе 4-го Амстердамского и 6-го Штутгартского конгрессах Второго интернационала.
Редактировал газету «Воля». Выступал на собраниях с речами, с публичными лекциями на собраниях перед украинскими и польскими аудиториями.
Во время Первой мировой войны, вместе с Костем Левицкии и Михаилом Павликом входил в руководство Главной украинской рады (1914—1915), заместитель председателя Главной украинской рады (1915—1918).
Член Украинского Национального Совета Западно-Украинской Народной Республики (1918). Сотрудничал с Союзом освобождения Украины. Противник польско-украинской войны.
Во время существования Польской Республики после перехода Украинской социал-демократической партии на коммунистические позиции был исключён из партии вместе с несколькими другими активистами, после чего вступил в Польскую социалистическую партию.
С именем М. Ганкевича связывана история борьбы галицкого пролетариата.
Похоронен во Львове.

## Избранные труды
- З перед двайцяти літ: початки української соціял-демократії в Галичині / Микола Ганкевич // Калєндар «Впереду»: 1920. — Львів, 1920. — С. 71-82.
- Соціялістичний Інтернаціонал і Війна. — Софія, 1915. — 31 с.
- Про жіночу неволю в історичнім розвою. — Торонто: Робітнича книгарська і вид. спілка, 1918. — 80 c.
- Niepodległość Polski. — Warszawa, 1910. — 59 s.